# Didoios
Os Didoios (em russo: Дидойцы) são um grupo étnico do Daguestão, pertencente ao grupo do Avares. São na sua maioria muçulmanos sunitas.